# Олтуська волость
Олтуська волость — адміністративно-територіальна одиниця Берестейського повіту Гродненської губернії Російської імперії. Волосний центр — село Олтуш.
На 1885 р. у волості налічувалось 15 сіл (об'єднаних у 8 громад), 427 дворів, 2 611 чоловіків і 2 530 жінок, 30 204 десятини землі (6 007 десятин орної).
За Берестейським миром, підписаним 9 лютого 1918 року територія волості ввійшла до складу Української Народної Республіки.

## У складі Польщі
Після окупації в лютому 1919 р. поляками Полісся волость назвали ґміна Олтуш, входила до Берестейського повіту Поліського воєводства Польської республіки. Центром ґміни було село Олтуш.
За переписом 1921 року в 38 поселеннях ґміни налічувалось 566 будинків і 3706 мешканців (5 римокатоликів, 3610 православних і 10 юдеїв).
Волость (ґміна) ліквідована 15 січня 1940 року через утворення Малоритського району.